# Isochorista
Isochorista is een geslacht van vlinders van de familie bladrollers (Tortricidae), uit de onderfamilie Tortricinae.

## Soorten
- I. acrodesma Lower, 1902
- I. cerophanes Meyrick, 1910
- I. chaodes Meyrick, 1910
- I. encotodes Meyrick, 1910
- I. helota Meyrick, 1910
- I. melanocrypta Meyrick, 1910
- I. panaeolana Meyrick, 1881
- I. parmiferana (Meyrick, 1881)
- I. pumicosa Meyrick, 1910
- I. ranulana Meyrick, 1881
- I. sulcata Diakonoff, 1952